# Sandra Luzardo
Sandra Paola Luzardo León (Mérida, Estado Mérida, Venezuela; 18 de julio de 1999) es una futbolista profesional venezolana que se desempeña en el terreno de juego como defensa central y su actual equipo es el xBuyer Team en la Queens League de España.

## Biografía
Sandra Luzardo comenzó en el fútbol desde muy pequeña. Todo comenzó gracias a su padre, quien jugaba al fútbol y durante el descanso de los partidos de su padre, Sandra comenzaba a darle “patadas al balón”. Su madre no le agradaba la idea, prefería que fuera la reina del salón y llegara a ser modelo, pero a Sandra le hacía feliz el fútbol.
Luzardo recibió el primer llamado para la Selección femenina de fútbol sub-15 cuando tenía 12 años. Fue luego de un entrenamiento con la selección de Mérida, equipo donde tenía apenas un mes. En la práctica estaba el seleccionador Kenneth Zseremeta, quien quedó sorprendido con las habilidades de Sandra, quien en ese entonces se desempeñaba como delantera.

## Clubes
| Club                        | País      | Año              |
| --------------------------- | --------- | ---------------- |
| ACD Lara                    | Venezuela | 2013-2014        |
| Estudiantes de Guárico FC   | Venezuela | 2015-2016        |
| ACD Lara                    | Venezuela | 2016             |
| Estudiantes de Guárico FC   | Venezuela | 2016-2017        |
| Deportivo Táchira           | Venezuela | 2017-2018        |
| Fundación Albacete Femenino | España    | 2018-2020        |
| Alhama CF Femenino          | España    | 2020-2021        |
| Levante UD "B"              | España    | 2021-Actualmente |

## Participación internacional
Ha vestido en 3 ocasiones la camiseta de la selección mayor femenina de Venezuela.
| Torneo                                | Sede       |
| ------------------------------------- | ---------- |
| Sudamericano Sub-17 de 2013           | Paraguay   |
| Juegos Bolivarianos de 2013           | Perú       |
| Copa Mundial de Fútbol Sub-17 de 2014 | Costa Rica |
| Olimpiadas Juveniles 2014             | China      |
| Copa América Femenina 2014            | Ecuador    |
| Sudamericano Sub-17 de 2016           | Venezuela  |
| Juegos Bolivarianos de 2017           | Colombia   |

## Palmarés

### Campeonatos internacionales
| Título                   | Club                   | País      | Año  | Resultado |
| ------------------------ | ---------------------- | --------- | ---- | --------- |
| Sudamericano Sub-17 2013 | Selección de Venezuela | Paraguay  | 2013 | Campeón   |
| Sudamericano Sub-17 2016 | Selección de Venezuela | Venezuela | 2016 | Campeón   |